# Klaus Ampler
Klaus Ampler (Maagdenburg, 15 november 1940 – Leipzig, 6 mei 2016) was een Duits wielrenner.

## Levensloop en carrière
Ampler werd professioneel wielrenner in 1962. In 1963 won hij de Vredeskoers en werd hij Sportman van het jaar in de DDR. In 1971 stopte hij met wielrennen.
Zijn zoon Uwe werd later (prof)wielrenner.

## Belangrijkste overwinningen
- , Vredeskoers, 1963

- Gemeinsame Normdatei: 131439561
- International Standard Name Identifier: 0000 0000 2134 9237
- Nationale Bibliotheek van Polen: a0000002548100
- Virtual International Authority File: 45434228
- WorldCat: E39PBJqFTp7yGpWrrD9TbMWFKd